# Laserzwand

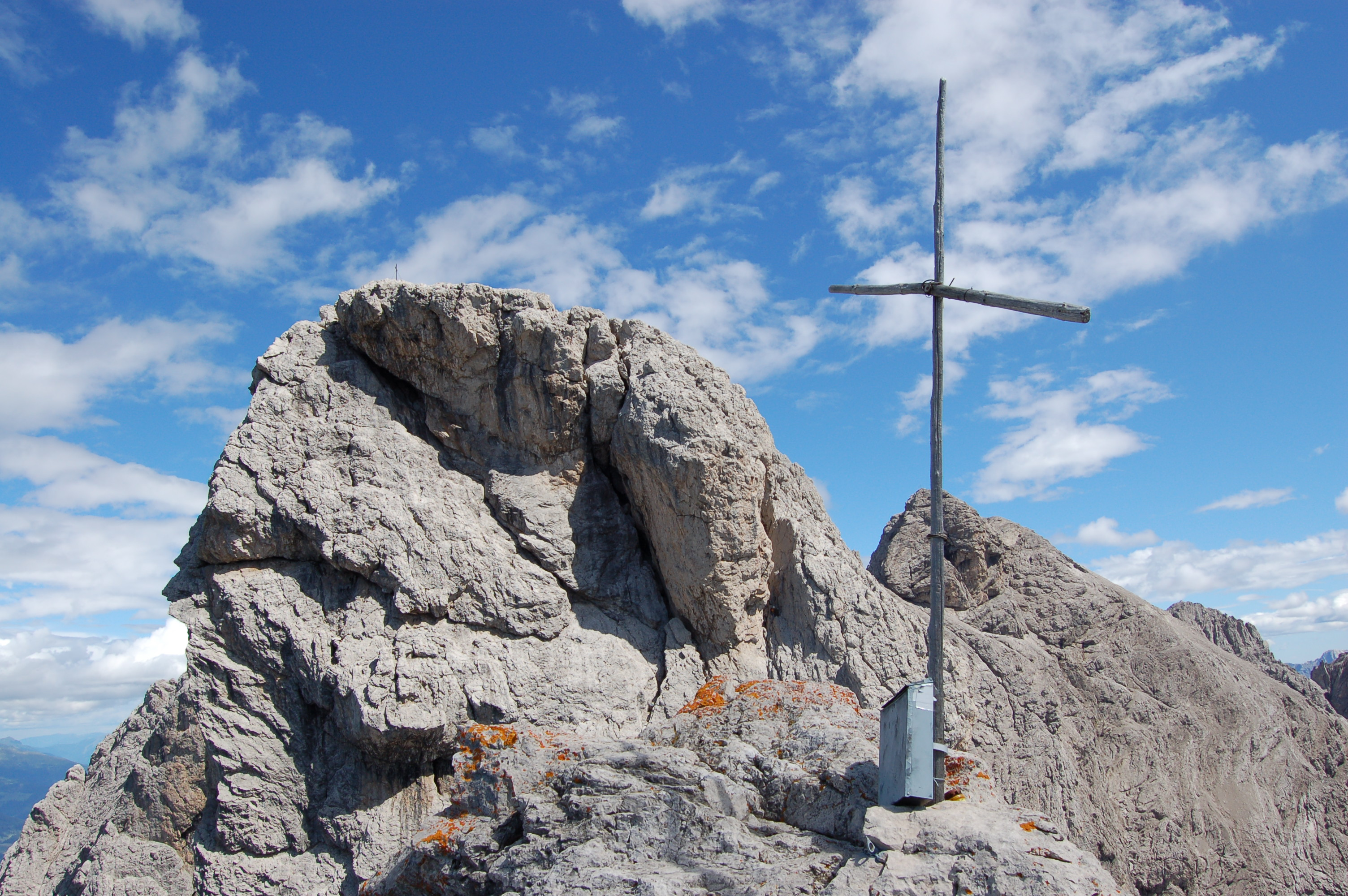
Die Schöttnerspitze mit Gipfelkreuz, dahinter der Rote Turm

Die Laserzwand (2614 m ü. A.) ist ein Berg in den Lienzer Dolomiten und liegt in der Gemeinde Tristach in Osttirol. Als Gipfel werden die Kleine Laserzwand (2.568 m) und die etwas höher gelegene Schöttnerspitze, auf der sich ein kleines Holzkreuz und ein Gipfelbuch befinden, unterschieden. Die Kleine Laserzwand ist ein beliebter Klettergipfel.
Die Laserzwand war nach dem Bau der Karlsbader Hütte das erste Ziel der alpinen Erschließung. 1894 regte der Bergsteiger Karl Schöttner den Steigbau zum Gipfel an. 

## Anstiegsmöglichkeiten
Der Normalweg auf die Laserzwand führt von der Karlsbader Hütte nach Norden. Der Steig führt durch das Laserzkar auf die breit entfaltete Südflanke der Laserzwand. Danach steigt der Weg in Serpentinen über felsige Stufen zur Kleinen Laserzwand empor. Die östlich gelegene Schöttnerspitze ist über einen leichten Kletterweg erreichbar und wird vom Roten Turm überragt.
Neben dem Normalweg bestehen zwei Kletterrouten auf die Kleine Laserzwand. Vom Rudl-Eller-Weg besteht die Möglichkeit, die Kleine Laserzwand über die Bügeleisenkante oder die Egerländerkante zu besteigen. Die Bügeleisenkante wurde 1969 erstmals durch Theniushaken gesichert und ist im oberen Teil mit Bohrhaken versehen. Die Bügeleisenkante weist Schwierigkeiten bis zum 4. Grad auf. Auch die benachbarte Egerländerkante ist durch Theniushaken versichert, weist jedoch mit einem Schwierigkeitsgrad von 3+ eine etwas geringere Schwierigkeit auf.